# Болтон, Клинт
Клинт Болтон (англ. Clint Bolton, род. 22 августа 1975, Бандаберг, Австралия) — в прошлом австралийский футболист, играл на позиции голкипера. Является одним из самых опытных вратарей в истории Национальной футбольной лиги Австралии, сыграв, в общей сложности, более 300 матчей за такие клубы как Brisbane Strikers FC, Sydney Olympic FC и Parramatta Power SC. Болтон является двукратным чемпионом Австралии в составе футбольного клуба «Сидней».

## Клубная карьера
Клинт Болтон начал свою взрослую футбольную карьеру в 1993 году, подписав контракт с клубом «Брисбен Страйкерс», после года в Австралийском институте спорта. За «Брисбен Страйкерс» Болтон провел 178 матчей, сохранив ворота в неприкосновенности в 51 игре. В 1997 году он выиграл с клубом финал Национальной футбольной лиги. А в 2000 году австралиец подписал контракт с Sydney Olympic FC.
Sydney Olympic FC стал вторым клубом Клинта Болтона — за него он провел 95 матчей (из них в 32 играх сохранил ворота «сухими»). В сезоне 2001-02 Sydney Olympic FC выиграл Национальную футбольную лигу. Клуб также вышел в финал лиги в сезоне 2002-03, но не смог защитить титул, уступив «Перт Глори». После трех сезонов в Sydney Olympic FC Болтон перешел в Parramatta Power.
В Parramatta Power Клинт Болтон провел один сезон, сыграв за клуб 27 матчей и отстояв 11 раз «на ноль». В финале Национальной футбольной лиги в сезоне 2003-04 Parramatta Power проиграли «Перт Глори» со счетом 0:1 в дополнительное время. После проигранного финала Болтон стал искать новый клуб для получения большей игровой практики — следующий сезон он провел в Fraser Park FC и APIA Leichhardt Tigers FC.
В 2005 году Болтон подписал контракт с «Сиднеем». Он дебютировал за клуб 28 августа 2005 года в матче против «Мельбурн Виктори». В сезоне 2005-06 Клинт Болтон был признан лучшим игроком «Сиднея», опередив своих одноклубников Дуайта Йорка, Элвина Чекколи и Дэвида Карни. После получения награды Болтон заявил: «Это всегда большая честь получать такие награды как эта, особенно когда за тебя голосуют товарищи по команде. Это был отличный год для „Сиднея“, мы выиграли Чемпионат и преуспели на Клубном Чемпионате мира (…)».
1 января 2007 года Клинт Болтон добился рекордного числа матчей «на ноль» — на протяжении 5 игр подряд он сохранил ворота в неприкосновенности. Также Болтон стал вторым игроком в истории клуба, кто достиг отметки в 100 сыгранных матчей.
Он запомнился в «Сиднее» как «голкипер года» в сезоне 2005-06, когда клуб выиграл Гранд-финал, а также как игрок, который провел за клуб более 100 матчей.
16 февраля 2010 года было объявлено, что Болтон подписал контракт с «Мельбурн Сити». Всего за три сезона игрок провел за клуб 70 матчей. В конце сезона 2010-11 он получил клубную награду «Игрок года».
В июле 2013 года, после завершения футбольной карьеры, Клинт Болтон занял должность менеджера стратегических проектов в «Мельбурн Сити».

## Карьера в сборной
Клинт Болтон был в составе сборной Австралии (до 20 лет) на Чемпионате мира 1995 года в Катаре. Он также принял участие в квалификации на Олимпийские игры 1996 года, но не был включен в заявку на финальную часть турнира. Главный дебют Болтона на международном уровне состоялся в матче Австралии против Парагвая в 2000 году. Он также был членом сборной во время проведения Кубка наций ОФК в 2000 году. Болтон стоял в воротах команды Австралии в матчах против сборных Тонга и Фиджи в 2001 году и сохранил ворота в неприкосновенности.
Статистика в составе национальной сборной
| Сборная Австралии по футболу | Сборная Австралии по футболу | Сборная Австралии по футболу |
| Год                          | Матчи                        | Голы                         |
| ---------------------------- | ---------------------------- | ---------------------------- |
| 2000                         | 1                            | 0                            |
| 2001                         | 2                            | 0                            |
| 2002                         | 0                            | 0                            |
| 2003                         | 0                            | 0                            |
| 2004                         | 0                            | 0                            |
| 2005                         | 0                            | 0                            |
| 2006                         | 1                            | 0                            |
| Всего                        | 4                            | 0                            |

## Достижения
Клуб
Brisbane Strikers FC
- Чемпионы Национальной футбольной лиги: 1996-97

Sydney Olympic FC
- Чемпионы Национальной футбольной лиги: 2001-02

«Сидней»
- Победитель регулярного Чемпионата Австралии по футболу: 2005-06, 2009-10
- Победитель плей-офф Чемпионата Австралии по футболу: 2009-10
- Победитель Лиги чемпионов ОФК: 2004-05

Сборная Австралии по футболу
- Победитель Кубка наций ОФК: 2000
- Победитель Кубка наций ОФК (до 20 лет): 1994

Индивидуальные награды
- Голкипер года в Чемпионате Австралии по футболу: 2005-06
- Игрок года в ФК «Сидней»: 2005-06
- Игрок года в «Мельбурн Сити»: 2010-11
- Символическая сборная в Чемпионате Австралии по футболу: 2011-12